# Ansberta Hoffmann
Ansberta Hoffmann SSpS (* 7. Dezember 1903 in Alsweiler, Gemeinde Marpingen, Saarland; † 15. März 1945 in Santo Tomas (Batangas), Philippinen) war eine deutsche Steyler Missionsschwester und Märtyrin.

## Leben
Agnes Hoffmann, sechstes von 10 Kindern eines Bergmanns, besuchte die Volksschule in Ahrweiler und erlernte 3 Jahre lang das Schneiderhandwerk in Tholey. Sie trat am 11. März 1926 im Alter von 22 Jahren in Vallendar in das Provinzhaus Marienau der Steyler Missionsschwestern ein und begann am 8. Dezember 1926 das Noviziat unter dem Ordensnamen Ansberta (nach Ansbert von Rouen). Am 8. Dezember 1928 legte sie ihre Zeitlichen und 6 Jahre später ihre Ewigen Gelübde ab. Am 13. August 1935 reiste sie in die Philippinen-Mission und wirkte dort an verschiedenen Missionsorten. Im Zuge der Rückeroberung der von den Japanern besetzten Philippinen wurde sie am 15. März 1945 südlich Manila in Santo Tomas, wohin man sich schutzsuchend zurückgezogen hatte, zusammen mit 14 Mitschwestern Opfer eines amerikanischen Bombenangriffs.

## Gedenken
Die Römisch-katholische Kirche in Deutschland hat Schwester Ansberta Hoffmann als Märtyrin in das deutsche Martyrologium des 20. Jahrhunderts aufgenommen.